# 건축가
건축가(建築家)란 건축을 수행하는 전문기술자의 통칭으로서, 건축공사의 단순 종사자가 아닌 전문자격을 가진 관리자급 인원을 말한다.
건축을 뜻하는 영어 단어로 "architect"는 라틴어 "architectus"에서 유래한 것으로, 라틴어 단어는 그리스어 "arkhitekton"에서 나온 것이다. 넓은 범위에서 보면, 건축가는 사용자의 요구사항을 건축 환경에 반영하는 사람이다.
다만 서구쪽의 건축가는 건축물의 전반을 총괄하는 최종관리자에 가까운 특정자격을 지칭하나,
그에 대응하는 국내의 "건축사" 자격은 "설계 및 공사감리"로 그 역할이 제한적으로서 "건축가"를 통칭하는 자격으로 보기는 어렵다.
건축가는 자주 일반 대중의 삶의 질이나 안전에 영향을 주는 전문적인 결정을 내려야만 한다. 건축가는 전문화된 교육을 받아야하고, 건축에 실제로 참여하려면 자격을 취득해야 하는데, 이것은 다른 전문직과 유사하다.

## 용어
대한민국에서 "건축가"는 건축업계에 종사하는 전문자격을 갖춘 기술자의 통상명칭이며, 건축사법 제4조에 따라 설계, 감리 업무는 "건축사"가, 기술사법 및 건축법 제67조(관계전문기술자)에 따라 시공, 구조, 안전, 관리, 설비 업무는 "기술사"가 담당하고 있으며, 기술 및 공법의 발전에 따라 자격의 종목이 더욱 세분화 되고 있다.
"건축가"나 "건축"이란 단어는 "소프트웨어 건축가(Software architect)"처럼 다른 공학 분야의 전문가에게도 사용되는 말이다. 그러나 이 단어들은 어떤 영역에서 보호받는 지위를 가리키고 있다. 한편, "건축가"라는 단어는 무언가를 세우거나 세우지 않는 상황에서 질서가 자리잡게 하는 사람을 규정하는 의미로도 사용된다.

## 건축가의 실제 활동
건축가는 어떠한 필수적인 요구를 외면하거나, 부적절하거나 분쟁을 유발하며 혼란스런 건축 관련 요구들에 제대로 대응하지 못하는 일이 없기 위해, 디자인이 따라야만 하는 건축 법규를 완전히 이해해야한다. 또한 건축가는 비용과 시간의 한계 안에서 가능한 한 고객이 원하는 결과에 부합하는 건물을 지을 수 있도록 고객과 협상할 수 있기 위해서, 고객이 요청한 구조의 건물을 짓기 위해 건축가가 쓸 수 있는 다양한 방법들을 이해해야만 한다.

## 같이 보기
- 한국의 건축가 목록
- 건축학교 목록